# Gościnna Dolina

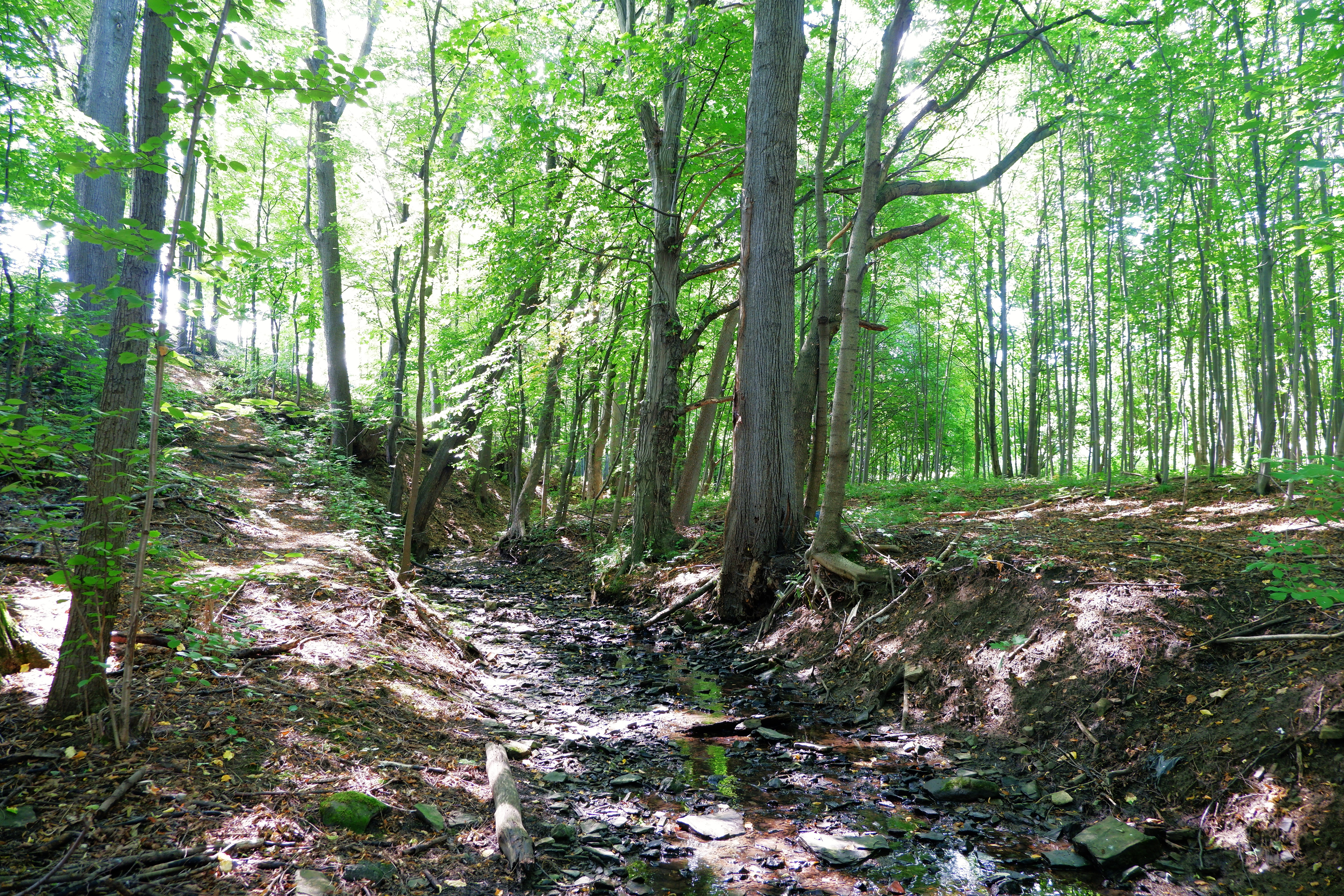
Gościnna Dolina – północna odnoga

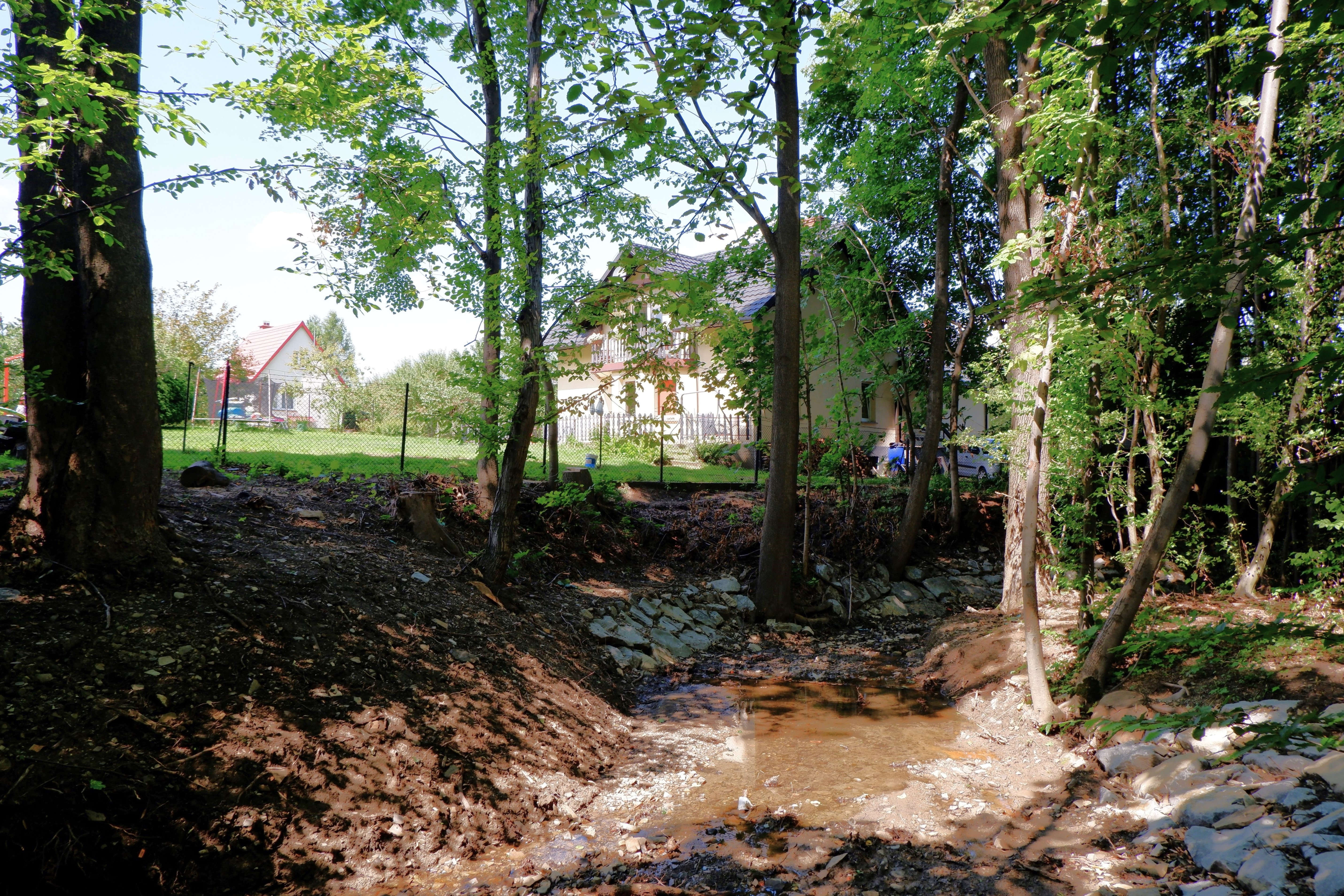
Nowa zabudowa jednorodzinna w bezpośredniej bliskości Gościnnej Doliny

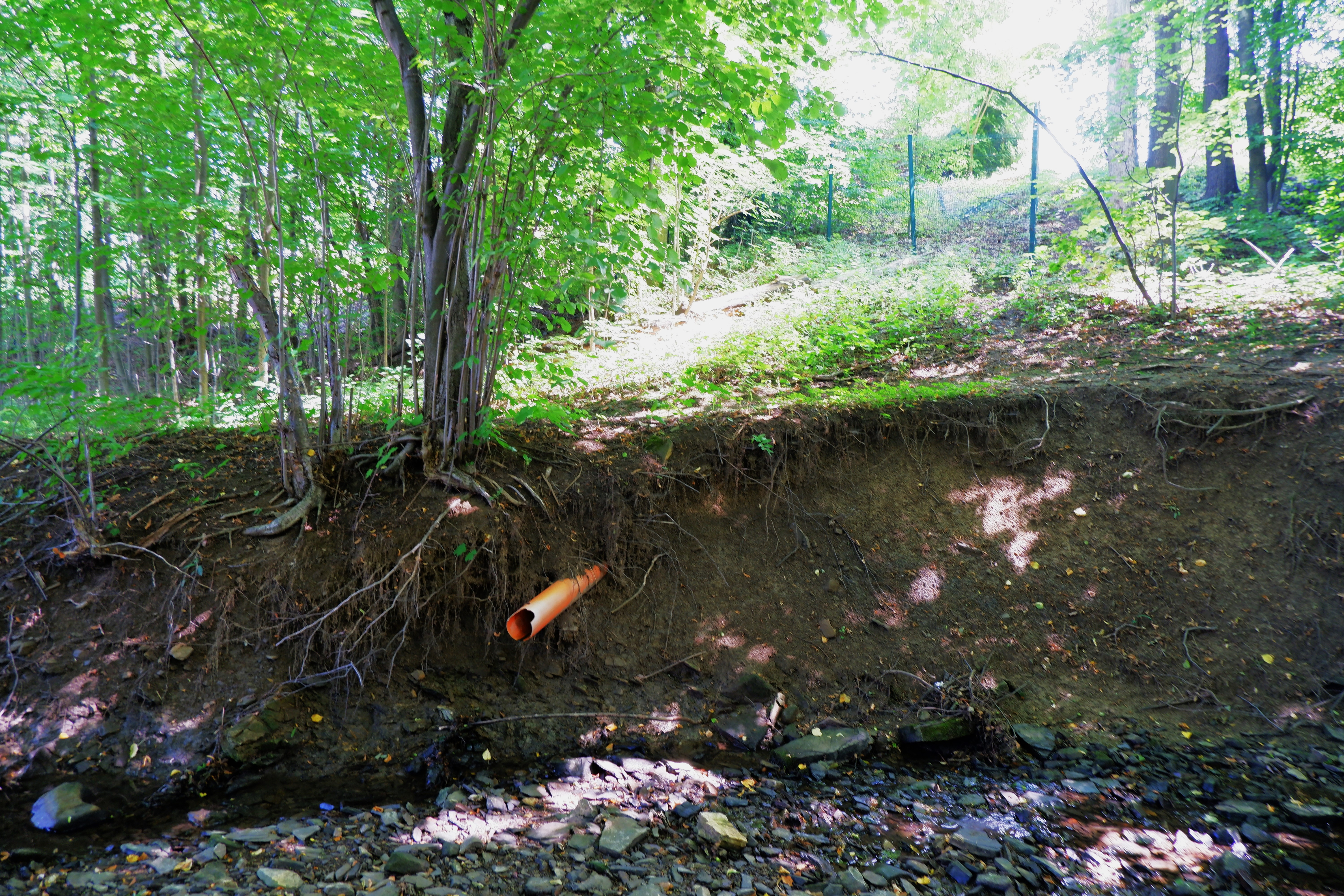
Kolektor ściekowy wpuszczający wodę z okolicznych zabudowań do potoku w dolinie

Gościnna Dolina – obszar cenny przyrodniczo znajdujący się na terenie miasta Bielska-Białej, na terenie osiedla Kamienica.  

## Przyroda
Przez dolinę przepływa kilka potoków mających swój początek na stoku Dębowca. Składa się z obficie zadrzewionych jarów podgórskich potoków, otoczonych łąkami, polami uprawnymi oraz w niewielkiej części zabudową mieszkaniową. Na terenie Gościnnej Doliny dominującym zbiorowiskiem leśnym jest grąd subkontynentalny. Całość stwarza doskonałe warunki do życia płazów takich jak żaby i traszki; ponadto na terenie doliny można spotkać zwierzęta leśne takie jak np. sarny.
Flora wątrobowców terenu liczy 15 gatunków (12 rodzajów, 11 rodzin, 6 rzędów, dwie klasy). Szczególnie cenne są: Porella cordaeana i Frullania dilatata. Flora mchów liczy 76 taksonów (74 gatunki i dwie odmiany reprezentujące 45 rodzajów, 21 rodzin i 8 rzędów z dwóch klas). Jeden z gatunków (krzywoszyj korzeniowy) jest zagrożony w Polsce. Siedem gatunków podlega ochronie, w tym krzywoszyj korzeniowy ścisłej. Pozostałe chronione gatunki to: mokradłoszka zaostrzona, drabik drzewkowaty, widłoząb miotlasty, dzióbkowiec Zetterstedta, dzióbkowiec bruzdowany i fałdownik nastroszony.

## Zagrożenia dla Gościnnej Doliny
- Zabudowa mieszkalna, nielegalne wysypiska odpadów
- Nielegalne kolektory ściekowe wpuszczające zanieczyszczoną wodę do potoków doliny
- Plany przedłużenia ul. Młodzieżowej w Bielsku-Białej, uwzględniające przecięcie doliny